# تالین منصوریان
تالین منصوریان (ارمنی: Թալին Մանսուրեան) اقتصاددان و سیاستمدار ارمنی‌تبار اهل ایران است که از تاریخ ۱۵ بهمن ۱۳۹۷ سمت مدیر سرمایه‌گذاری شرکت ملی نفت ایران را برعهده دارد.

## زندگی‌نامه
تحصیلات وی، کارشناس ارشد مدیریت بازرگانی با گرایش حقوق تجارت بین‌الملل است و پیش از این در بخش‌های مختلف معاونت سرمایه‌گذاری شرکت ملی نفت ایران از جمله مشاور کمیته بازنگری قراردادهای نفتی فعالیت کرده‌است.